# Sucre de pa

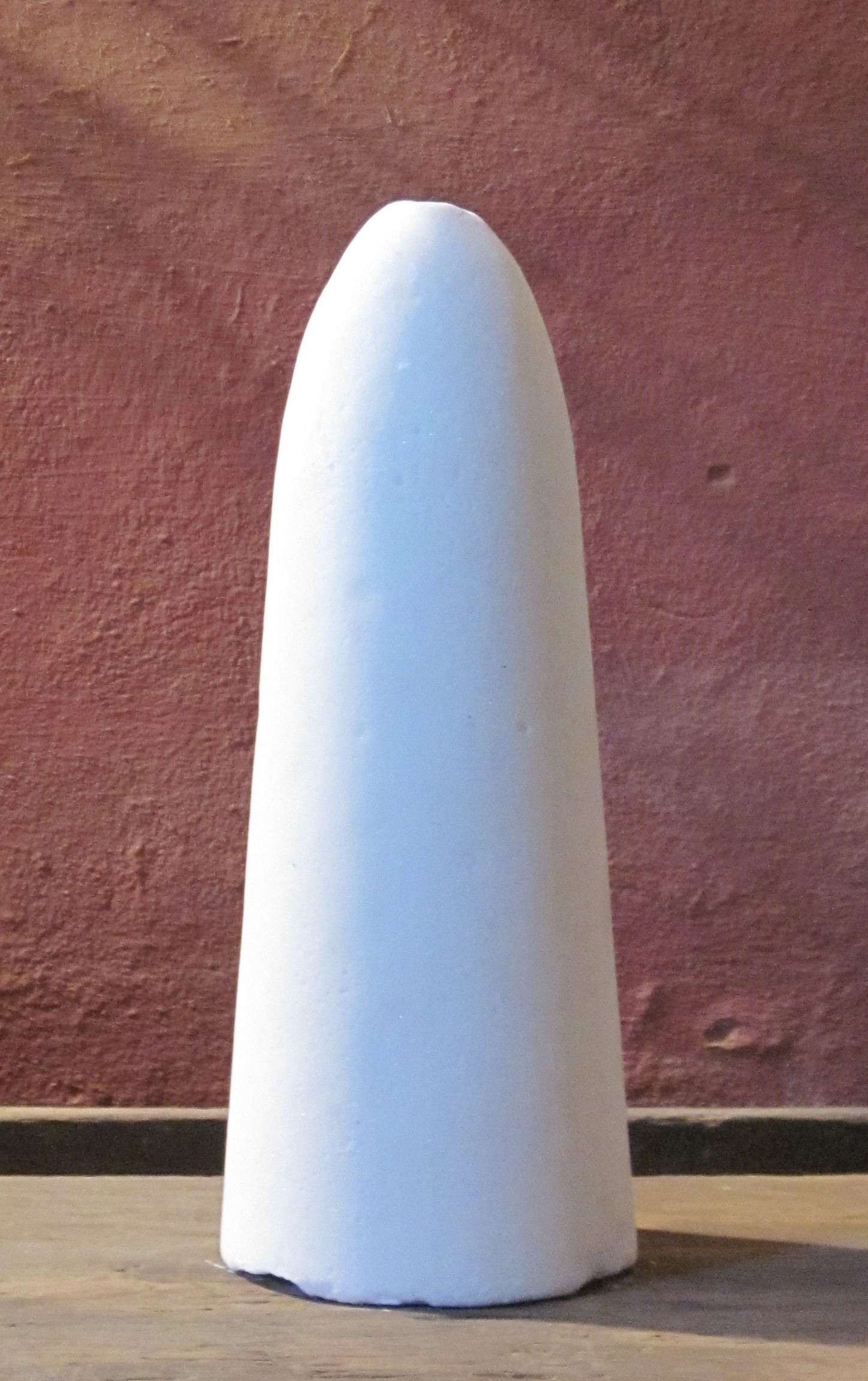
Un pa de sucre.

El sucre de pa era la forma habitual en què es produïa, emmagatzemava i venia sucre refinat fins a finals del segle xix, quan es van introduir els sucres granulats i en cubs. Es tracta d'un con alt amb la part superior arrodonida, producte final d'un procés en què la melassa, un sucre cru que s'importava de regions productores com el Carib i el Brasil, es refinava per obtenir sucre blanc.

## Història
El registre més antic sembla ser del segle xii a Jordània, encara que la referència a un con de sucre es troba a l'obra del segle ix Al-Akhbar al-Muwaffaqiyyat, d'Al-Zubayr ibn Bakkar. A Europa, se n'han trobat a Itàlia (fl. 1470), Bèlgica (1508), Anglaterra (1544), Països Baixos (1566), Alemanya (1573) i França (1613). Quan es va iniciar la refinació de la remolatxa sucrera a l'Europa continental el 1799, els pans es van produir de la mateixa manera.
Fins a mitjans del segle xix, el govern britànic va utilitzar un sistema d'impostos proteccionistes, per evitar que la refinació del sucre fos realitzada directament pels productors colonials caribenys. Abans, Amsterdam havia pres la mateixa mesura respecte de les importacions de sucre blanc de l'Índia Oriental. En canvi, el sucre mascavat, produït als ingenis sucrers per l'ebullició del suc de canya, s'enviava en barrils a Europa com un dels productes que formaven part de la tercera etapa del comerç triangular colonial.
El pa de sucre també era el símbol d'un botiguer, deixant-lo a la vista a la botiga, i de vegades es trobava a les seves tésseres.

## Procés

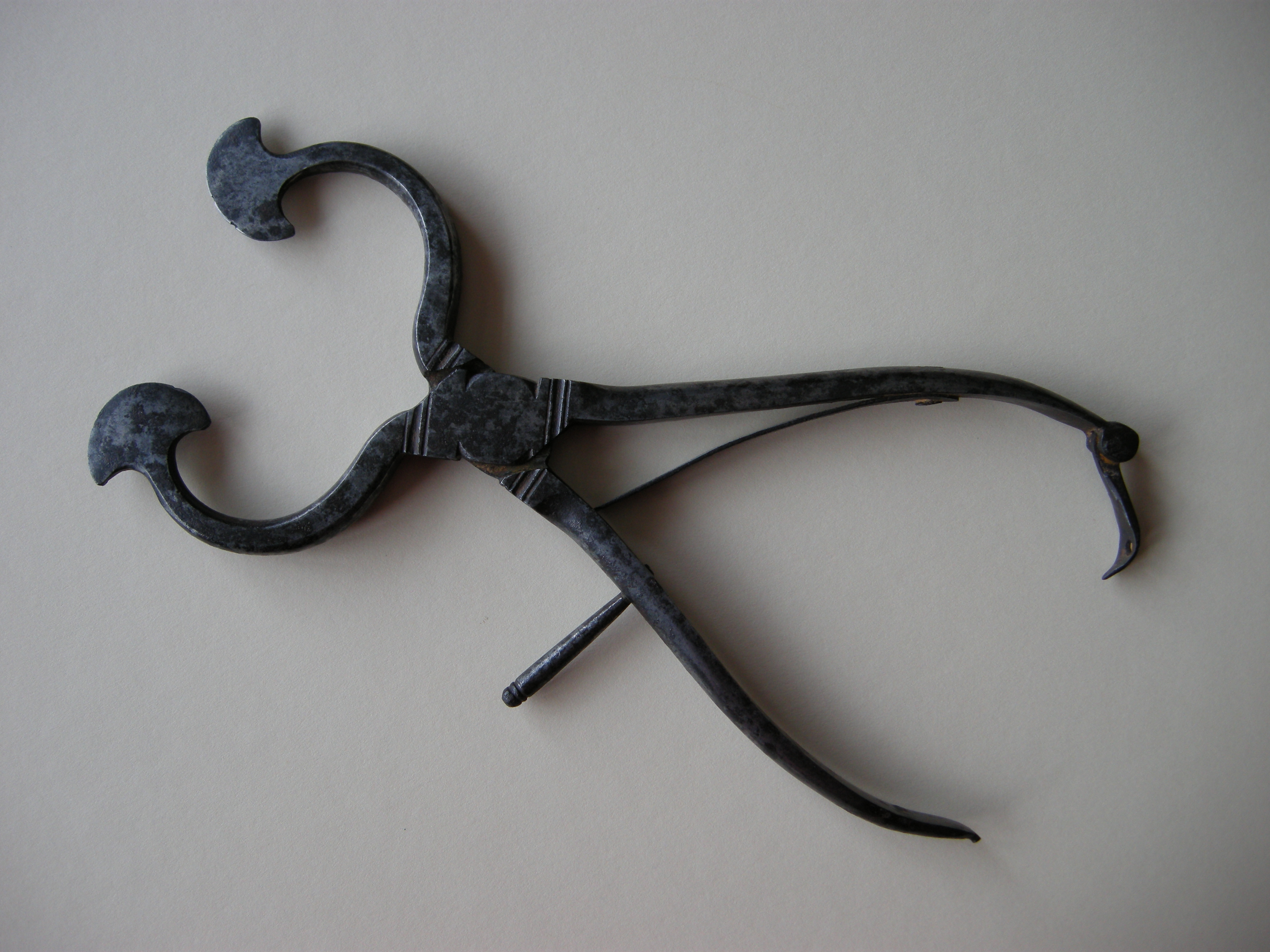
Tenalles sucreres.

El sucre cru o sucre integral es refinava mitjançant una sèrie de processos d'ebullició i filtrat. Després de l'ebullició final, es considerava a punt per a la granulació i s'abocava en un gran nombre de motlles cònics invertits. Normalment es feien de terrissa o de ferro, amb un tractament per afavorir el lliscament en la cara interna. Els cons es mantenien dempeus en un col·lector. Durant uns dies dies, la major part de l'almívar fosc i la matèria no cristal·lina drenava a través d'un petit forat a la part inferior del motlle cap al recipient de recollida. Per millorar la blancor del sucre, s'aplicaven solucions d'argila blanca o de sucre blanc dissolt en aigua tèbia. Aquest líquid s'escorria lentament a través del pa i queia per la bonera al col·lector.
Un cop obtingut el color adient, els pans es treien dels motlles i es deixaven assecar en un magatzem. Per comerciar-lo a la ciutadania, el sucre es tallava en petites peces amb unes tenalles sucreres, que s'embolicaven generalment en un paper blau, per reforçar el seu aspecte blanc.

## Graduació

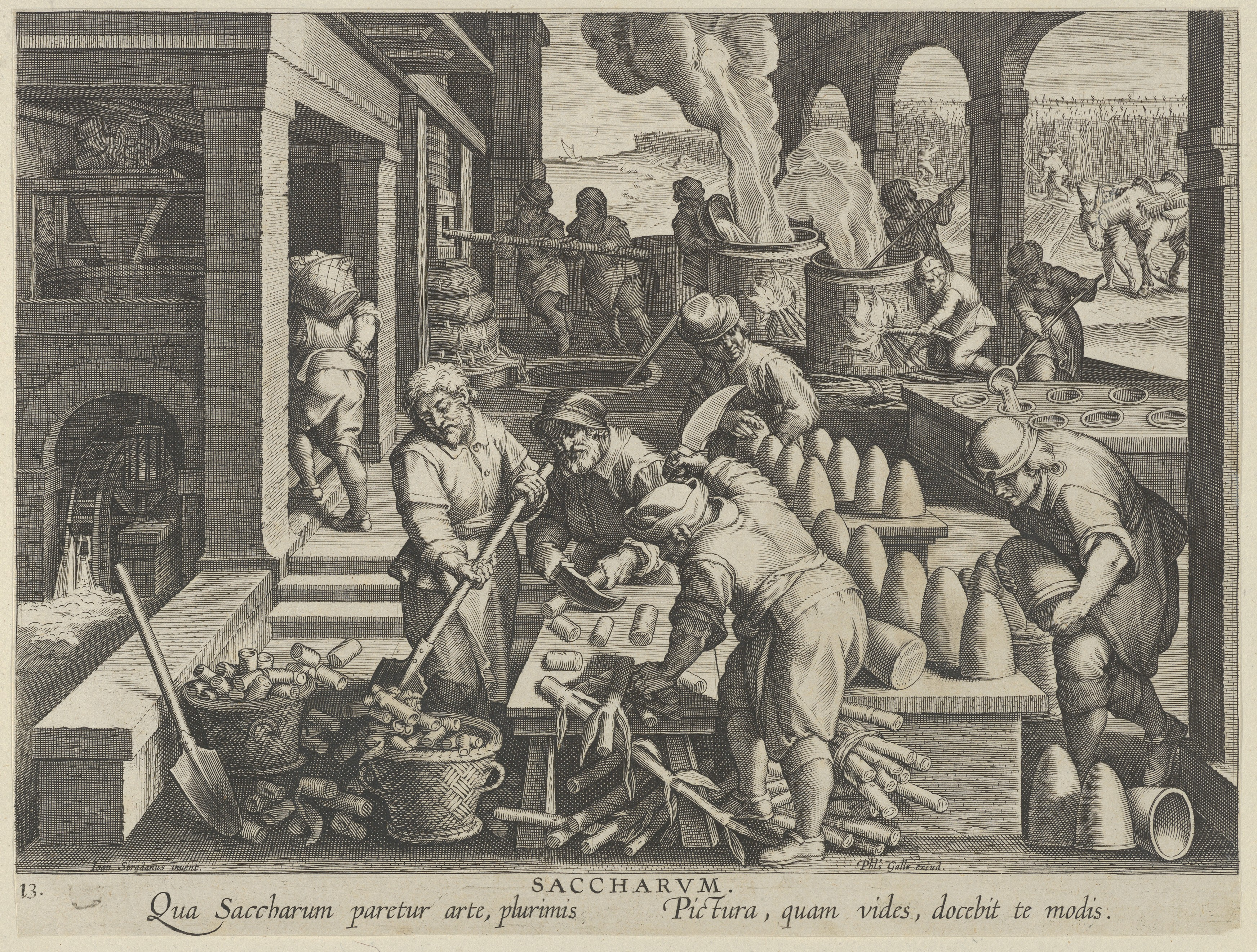
Il·lustració sobre el procés productiu del sucre, des de la plantació fins l'obtenció dels pans.

Els motlles i, per tant, els pans de sucre, variaven de mida considerablement. A més, com més gran era el pa més baix era el grau del sucre. El grau determinava el preu, tot i que els pans es venien a pes i les taxes que pagava el refinador de sucre també anaven en funció del pes. Quan es refinava un nou lot de sucre cru, el millor sucre venia de la primera ebullició. Després d'això, els residus i els retalls de la primera ebullició tornaven a l'inici del procés i es barrejaven amb més sucre cru per a una segona ebullició i, a mesura que es repetia el procés, les ebullicions anaven reduint-ne lleugerament la qualitat. El millor dels pans, d'uns 13 cm de diàmetre de base i 13 cm d'alçada, eren extremadament cars a causa de la repetició prolongada del procés de blanqueig. El mateix passava amb els pans –una mica més grans– de primera cocció i doble refinació. Els graus més baixos de sucre eren més difícils de cristal·litzar i, per tant, empraven motlles més grans; normalment de 25 a 36 cm de diàmetre i uns 76 cm d'alçada, produint pans d'uns 16 kg de pes. Els graus més baixos eren anomenats "bords", encara que sovint es produïa un grau inferior, a partir de l'escuma obtinguda en l'ebullició del sucre.

## Disponibilitat contemporània
Tot i que la majoria són substituïts pel sucre granulat i en cubs, els pans de sucre encara es produeixen com a articles especials. Són particularment comuns a Alemanya, on els pans petits són un ingredient necessari per a la beguda de Nadal Feuerzangenbowle.

## Referències

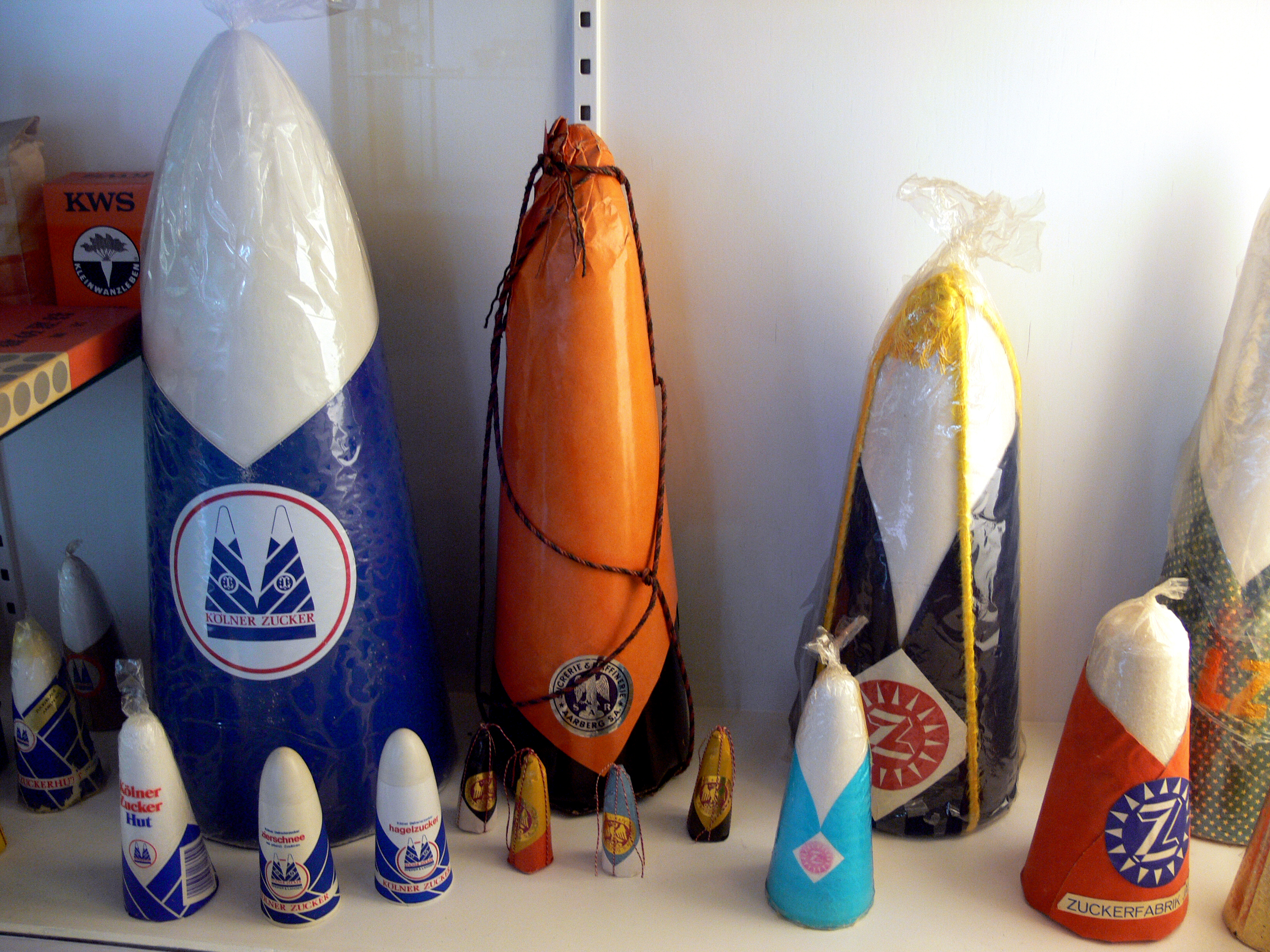
Pans de sucre de diferents mides, exposats al Museu del Sucre de Berlín.